# 高黎贡林猬
高黎贡林猬（学名：Mesechinus wangi）也称王氏林猬，一种分布于中国云南省西部高黎贡山南段地区的小型哺乳动物，隶属于猬科林猬属。种加词取自中国科学院昆明动物研究所研究员王应祥的姓氏，本种是首个由中国科学家命名的刺猬亚科新物种。

## 形态特征
高黎贡林猬头体长177～240毫米，尾长14～18.2毫米，重336～451克。腹面为深棕色。背部的棘刺长22～25毫米，超过80%的棘刺根部2/3长度为白色，刺尖1/3长度为黑色；少数（<20%）棘刺根部2/3长度为白色，然后是黑色，一段白色窄环，最后为黑色刺尖。。

## 保护
本种于2023年被收录入《有重要生态、科学、社会价值的陆生野生动物名录》。